# Gasteria
Gasteria é um género botânico de suculentas pertencente à família Asphodelaceae.